# Экспертно-криминалистическая служба МВД России
Экспертно-криминалистическая служба — единая централизованная система экспертно-криминалистических подразделений органов полиции,  предназначенная для удовлетворения потребностей органов дознания, предварительного следствия в судебных экспертизах в порядке, установленном процессуальным законодательством Российской Федерации.

## Правовая основа деятельности
- Конституция Российской Федерации
- Федеральный закон "О государственной судебно-экспертной деятельности в Российской Федерации"[1]
- Процессуальное законодательство Российской Федерации: УПК РФ, ГПК РФ, АПК РФ и др.
- Устав ЭКЦ  МВД [2]
- Инструкция по организации производства судебных экспертиз в экспертно-криминалистических подразделениях органов внутренних дел Российской Федерации" и  "Перечень родов (видов) судебных экспертиз, производимых в экспертно-криминалистических подразделениях органов внутренних дел Российской Федерации"[3]

## Основные этапы истории

#### Зарождение экспертных учреждений в Российской Империи
- 31.12.1803 г. - в системе МВД РИ создано первое государственное судебно-экспертное учреждение Медицинский совет при Департаменте полиции. Он проводил криминалистические исследования документов и контролировал подобные экспертизы, проводимые другими учреждениями.
- 1811 г. - при созданном Министерстве полиции РИ был образован еще один Медицинский совет. После ликвидации Министерства полиции оба Медицинских совета в 1822 году объединились в один — при медицинском департаменте МВД.
- 1836 г. - новым Положением о Медицинском совете круг объектов, подлежащих его исследованию, был расширен. Помимо документов, экспертизе стали подвергаться и другие вещественные доказательства.
- 1856 г. - при Медицинском департаменте организована первая лаборатория микроскопических исследований вещественных доказательств.
- 1870 г. - по распоряжению Министерства юстиции РИ только в этой лаборатории проводились все повторные и спорные химико-микроскопические исследования.
- 1889 г. Буринский Е.Ф. организовал в здании Петербургского окружного суда первую в мире судебно-фотографическую лабораторию. С 1 января 1893 года начала функционировать, созданная им, судебно-фотографическая лаборатория при прокуроре петербургской судебной палаты, с 1 января 1899 года при МВД России.
- 1892 г. - в полиции Санкт-Петербурга, Киевской городской полиции стали снимать отпечатки папиллярных узоров у некоторых категорий преступников по методу Фрэнсис Гальтон. Появились дактилоскопическая регистрация, антропометрическая регистрация, организованы дактилоскопические, антропометрические и прочие картотеки.
- 1912 г. - реорганизована работавшая с 1893 года, судебно-фотографическая лаборатория и на её базе, при прокуроре петербургской судебной палаты, был создан первый в России Кабинет научно-судебной экспертизы.
- 1913 г. - кабинеты научно-судебной экспертизы появились в Москве и Одессе, несколько позже — в Киеве. Управляющими кабинетами были: Петербург —  Попов А.Н., Москва —  Шабловский Н.М., Киев — Потапов С.М., Одесса —  Макаренко Н.П.

Таким образом экспертно-криминалистические учреждения в первые 15 лет XX века начали развиваться в различных направлениях - оперативная криминалистика (уголовная регистрация) при аппаратах полиции, а научно-судебная экспертиза для обеспечения потребностей судов в полноценных доказательствах по уголовным и гражданским делам - при органах юстиции Российской империи. Развитие криминалистических учреждений было прервано в 1917 г.

#### После Октябрьской революции в РСФСР
- 1917 г. - после  Октябрьской революции существовавшие в Российской империи на территории РСФСР криминалистические экспертные заведения прекратили свое существование. После революции и до 1950 г., становление и развитие экспертно-криминалистических подразделений происходило только при органах советской милиции.
- 01.03.1919 г. - первым экспертным подразделением, созданным после революции, стал Кабинет судебной экспертизы Центророзыска[4].
- 06.1921 г. - Кабинет судебной экспертизы Центророзыска реорганизован в Научно-технический подотдел Отдела уголовного розыска ГУ РКМ НКВД РСФСР (НТП ОУР ГУ РКМ НКВД РСФСР), а в мае 1922 г. - в  Научно-технический отдел (НТО) Управления уголовного розыска НКВД РСФСР (НТО УУР ГУМ НКВД РСФСР). Наряду с проведением экспертных исследований по уголовным делам, НТО был обязан оказывать помощь в организации подобных структур в губерниях и республиках РСФСР.
- 1920 г. - при Петроградском уголовном розыске создается справочно-регистрационное и дактилоскопическое бюро. Для проведения криминалистических экспертиз и осмотров места происшествия по наиболее сложным делам в его составе образуется научно-технический кабинет.
- 02.1923 г. - в Самаре организуется научно-техническая часть при уголовном розыске, в Ростове-на-Дону — Бюро научной техники расследования уголовных преступлений при отделе уголовного розыска краевого административного управления Северного Кавказа[5].  В 1920-х годах НТО появились также при аппаратах уголовного розыска Царицына, Воронежа, Горького, Свердловска, Рязани и ряда других крупных городов.

#### В СССР
- 1940 г. - НТО были выведены из состава подразделений уголовного розыска, а в 1948 г. стали самостоятельными подразделениями милиции. В 1941 году в СССР насчитывалось 35 научно-технических отделов, отделений, в 1945 г. — 84 таких подразделения.
- 19.12.1945 г. - НТО при Оперативном отделе НКВД СССР реорганизуется в Научно-технический отдел Главного управления милиции (ГУМ) НКВД СССР (с 1946 г.  - МВД СССР), в составе которого создаётся НИИ криминалистики (НИИК)[6], который в 1950 г. вошел в состав ГУМ МВД СССР — первое научно-исследовательское учреждение в органах внутренних дел.
- 1956 г. - НИИК преобразован в Научно-исследовательский институт милиции (НИИМ) МВД СССР, изменились его задачи. Институт стал заниматься разработкой и внедрением современных средств и методов борьбы с преступностью, изысканием наиболее эффективных тактических приемов предупреждения и раскрытия преступлений на основе изучения и обобщения опыта оперативной и следственной работы милиции. В нем был создан специальный отдел исследования тактики и методов борьбы с преступностью и экспериментальная лаборатория по разработке криминалистической техники.
- 12.1961 г. - для упорядочения снабжения НТО криминалистической и оперативной техникой организуется Оперативно-техническое управление Министерства охраны общественного порядка РСФСР (так как в 1960 г. МВД СССР было упразднено[7]), а в 1966 г. в связи с воссозданием общесоюзного министерства ОТУ МООП РСФСР  переименовали в ОТУ МООП СССР.
- 1964 г. - НТО переименовываются в оперативно-технические отделы (ООТ), которые, наряду с выполнением прежних функций, занимаются развитием и обслуживанием связи в органах милиции.
- 1965 г.  - НИИМ МООП РСФСР преобразован во Всесоюзный научно-исследовательский институт охраны общественного порядка (ВНИИООП) МООП РСФСР (с 1966 г. - ВНИИООП МООП СССР, с 1969 г. - ВНИИ МВД СССР). Криминалисты института производили сложные криминалистические, химические, физические и биологические исследования вещественных доказательств, осуществляли организацию и участвовали в международных симпозиумах, научных конференциях и практических семинарах по вопросам деятельности органов внутренних дел в стране и за рубежом.
- 1969 г. - при ОТУ МВД СССР создается Центральная криминалистическая лаборатория (ЦКЛ при ОТУ МВД СССР), ориентированную непосредственно на проведение экспертиз и исследований для раскрытия и расследования преступлений.
- 1977 г.  - ЦКЛ при ОТУ МВД СССР преобразуется в Центральную научно-исследовательскую криминалистическую лабораторию (ЦНИКЛ МВД СССР), которая через год объединяется с ВНИИ МВД СССР, где создаётся Научно-исследовательская лаборатория (НИЛ-6).
- 1983 г. - все криминалистические, химические и физические отделы ВНИИ МВД СССР, а также ЦНИКЛ МВД СССР объединили в одну Научно-исследовательскую лабораторию (НИЛ-6) ВНИИ МВД СССР
- 1989 г. - НИЛ-6 выделяется из ВНИИ МВД СССР и преобразовывается во Всесоюзный научно-криминалистический центр (ВНКЦ МВД СССР).

#### В Российской Федерации
- 12.1991 г. - упразднено МВД СССР[8] и его бывшее Экспертно-криминалистическое управление вливается в состав ВНКЦ МВД СССР.
- 1992 г. - ВНКЦ МВД СССР преобразуется в Экспертно-криминалистический центр (ЭКЦ) МВД России.
- 1993 г. - при территориальных управлениях МВД России по республикам,крам, областям, городам федерального значения созданы экспертно-криминалистические управления (ЭКУ), например ЭКУ ГУВД г.Москвы, а при территориальных управлениях МВД России по городам - экспертно-криминалистические отделы (ЭКО).
- После 2003 г. - все экспертно-криминалистические подразделения МВД России (ЭКЦ, ЭКУ, ЭКО) получили унифицированное название ЭКЦ, а руководители территориальных ЭКЦ выведены из непосредственного подчинения начальникам территориальных органов МВД (ГУ, УВД и др.), таким образом в результате данной реформы образовалась самостоятельная экспертно-криминалистическая служба МВД России.

Структурно службу образуют следующие подразделения:
- Экспертно-криминалистический центр - ЭКЦ МВД России (Москва, ул. Зои и Александра Космодемьянских, д. 5), головное учреждение системы, на которое возложено организационное  и  научно-методическое  обеспечение экспертно-криминалистической деятельности органов полиции. Как юридическое лицо ЭКЦ МВД РФ существует в форме Федерального государственного казенного учреждения (ФГКУ).
- ЭКЦ при территориальных органах МВД России - МВД по республикам, главных управлений, управлений МВД России по иным субъектам Российской Федерации (краям, областям, городам).

## Профессиональный праздник
1 марта  - День экспертно-криминалистической службы МВД России ("День криминалиста").